# Scapigliatura

Emilio Praga, Carlo Dossi und Luigi Conconi

La Scapigliatura (von ital. scapigliare: die Haare zerzausen) war die Bezeichnung für eine Gruppe vorwiegend lombardischer Künstler und Schriftsteller in Mailand zwischen 1860 und 1880.
Wie auch andere europäische Künstlergruppen jener Jahre (etwa die Impressionisten) forderte sie eine Erneuerung der Kunst. In Anlehnung an die Pariser Bohème wurde der bürgerliche Lebensstil abgelehnt. Unzweifelhaft ist auch der Einfluss französischer Schriftsteller wie Charles Baudelaire und Gustave Flaubert. Als Vorbilder der Scapigliatura gelten zudem die deutschen Dichter Novalis, Friedrich Hölderlin, E. T. A. Hoffmann und Heinrich Heine. Die scapigliati – also die Mitglieder der Gruppe – wandten sich gegen die Vorherrschaft der Religion und die Rhetorik des Risorgimento und befürworteten eine freiere Erotik sowie die Freigabe von Drogen.
Charakteristisch für die Scapigliatura war neben dem antibürgerlichen Protest auch die Verherrlichung der sinnlichen Liebe und des Bösen. Außerdem stand diese Bewegung in der Literatur im Dialog mit der Musik und der bildenden Kunst. Man spricht auch von „le tre arti sorelle“ (den drei schwesterlichen Künsten).
Bedeutende Vertreter waren die Schriftsteller Arrigo und Camillo Boito (ein Brüderpaar), Emilio Praga, Giuseppe Rovani, Cletto Arrighi (alias Carlo Righetti), Ferdinando Fontana, Igino Ugo Tarchetti, Giovanni Camerana, Carlo Alberto Dossi, Salvatore Farina, der Komponist Franco Faccio (zusammen mit Praga schrieb er die Oper I profughi fiamminghi und mit Arrigo Boito die Oper Amleto) sowie auch der junge Giovanni Verga und die Maler Mosè Bianchi, Vespasiano Bignami, Luigi Conconi, Tranquillo Cremona, Carlo Cressini, Eugenio Gignous, Vittore Grubicy de Dragon, Emilio Longoni, Giuseppe Mentessi, Angelo Morbelli, Giuseppe Pellizza da Volpedo, Gaetano Previati, Attilio Pusterla, Daniele Ranzoni und Giovanni Segantini. Auch Giacomo Puccini machte seine ersten Schritte in die Welt der Scapigliatura mit zwei Libretti von Fontana, nämlich Le Villi und Edgar, und komponierte später die Oper La Bohème.
Die jungen Autoren schrieben für Zeitschriften und veröffentlichten ihre Werke auch in diesen. Erst später wurden die Werke in gebundener Form publiziert.